# Miracema do Tocantins
Miracema do Tocantins (em Akwẽ-Xerénte Krikahâ dawanã hã [kɾikahə dawanə̃ hə̃]:44) é um município do estado do Tocantins, no Brasil. Pertence a região metropolitana de Palmas,  Localiza-se a uma latitude 09º34'02" sul e a uma longitude 48º23'30" oeste, estando a uma altitude de 197 metros. Sua população estimada em 2010 era de 20 684 habitantes. Possui uma área de 2 667,075 km². Foi a capital estadual até 1990. A cidade forma uma conurbação com o município vizinho de Tocantínia.

## Origem
"Miracema" é originário do tupi antigo pirasema, que significa "saída de peixes" (pirá, peixe e sema, saída). O termo se refere ao período de reprodução dos peixes, quando os mesmos sobem os rios ou se deslocam para seus trechos rasos e com ervas para desovar, período este em que a pesca é facilitada.

## História
Em tempos passados, a região foi habitada pelos índios xerentes. No início do século XX, os garimpos atraíram migrantes para o então norte de Goiás, estimulando a exploração da cana-de-açúcar e a navegação fluvial. A região foi denominada Xerente e Bela Vista. Em 1948, o distrito foi desmembrado de Araguacema, com a denominação de Miracema do Norte.
Em 13 de dezembro de 1988, Miracema do Norte (depois Miracema do Tocantins) foi designada capital provisória do estado do Tocantins por decreto do presidente José Sarney, subscrito pelo ministro do Interior, João Alves Filho. Permaneceu sob essa condição entre 1º de janeiro e 31 de dezembro de 1989, quando o prefeito era Sebastião Borba (PFL), pois em 1º de janeiro de 1990, Palmas foi instalada como a capital estadual definitiva.

## Exército Brasileiro
No município, está instalada a unidade do tiro de guerra 11-008.

## Esporte
O município possui dois clubes de futebolː o Tocantins Esporte Clube (TEC) e o extinto  Miracema Esporte Clube (MEC). No município, localiza-se o estádio de futebol Castanheirão, que pertence ao Governo Estadual e que tem capacidade para 2 000 pessoas.

## Turismo, Cultura e Lazer

### Atrativos
- Praia Mirassol, no Rio Tocantins;
- Balneário do Lucena e Correntinho;
- Praia do Funil;
- Miracaxi (carnaval fora de época), realizado no Ponto de Apoio;
- Exposição Agropecuária (realizada em Abril ou Maio).

### Festas populares
- Festejos de Nossa Senhora de Fátima;
- festa junina;
- aniversário da cidade; dia 25 de Agosto
- Festa da padroeira Santa Teresinha do Menino Jesus;
- encenação da Paixão de Cristo, na Semana Santa;
- Agosto de Rock Festival;
- Mostra de Cinema e Vídeo de Miracema (Miragem);
- Festival de Videoclipes do Tocantins.
- Festejos do divino espírito santo (capela do divino espírito santo)

### Comunicações
Miracema do Tocantins dispõe de um jornal impresso (MIRA Jornal, fundado em 1º de maio de 1992 pelo jornalista José Carlos de Almeida), uma emissora de rádio AM (Cultura AM 1.480 kHz) e uma emissora de rádio comunitária (Miracema FM 104.9 MHz).

### Cultura popular
A canção Dois Passos do Paraíso, presente no disco Rádio Atividade da banda Blitz, lançado em 1983, menciona uma cidade chamada 'Miracema do Norte', como era denominada Miracema do Tocantins antes da criação do estado do Tocantins. A coincidência fez surgir o mito de que se tratavam das mesmas cidades, o que levou até mesmo à produção de um filme baseado na história contada na música.
Em outubro de 2023, o compositor da canção, Evandro Mesquita, revelou em entrevista que inventou o nome 'Miracema do Norte' ao compor a letra, inspirando-se em outra cidade chamada Miracema, que existe no estado do Rio de Janeiro.

## Geografia

### Clima e pluviosidade
O clima é quente todo o ano. Apesar de ter algumas variações, são poucas, pois a diferença entre o mês mais quente (setembro) e o mais frio (julho) é de apenas 3° C. A média das máximas em setembro é de 41° C, e a das mínimas é de 23°C; em julho, a média das temperaturas máximas atinge 33 °C, enquanto a das mínimas cai para 15 °C. Assim, a temperatura média anual é de 26 °C. Apesar de setembro ser o mês mais quente, as temperaturas mínimas maiores acontecem em março, com 24 °C. O mesmo acontece em relação a julho (mês mais frio), pois a menor temperatura máxima acontece em março e fevereiro.
A distribuição sazonal das precipitações pluviais está bem caracterizada, acusando, no ano, dois períodos bem definidos: a estação chuvosa de outubro a abril com temperatura média que varia entre 22 °C e 28 °C, com ventos fracos e moderados; e a estação seca nos meses de maio a setembro com temperatura média que varia entre 27 °C e 32 °C e temperatura máxima de 41 °C. O mês mais chuvoso é janeiro, quando chove 241 mm, enquanto o mês mais seco é julho, quando chove apenas 5 mm.

### Relevo
O relevo está caracterizado pelas Serras do Carmo e do Lajeado, que constituem um relevo basicamente escarpado. A cidade se localiza em um planalto.

### Hidrografia
Dentre os principais rios de Miracema, destaca-se o Rio Tocantins. A nascente mais longínqua do rio Tocantins fica localizada na divisa entre os municípios de Ouro Verde de Goiás - GO e Petrolina de Goiás - GO, bem próximo à divisa de ambos com o município de Anápolis - GO. A partir deste ponto, o rio surge com o nome de rio Padre Souza no município de Pirenópolis - GO . A maior vazão registrada no rio tocantins foi em 3 de março de 1980, atingindo aproximadamente 70 000 metros cúbicos por segundo nas proximidades de Tucuruí. A maior cheia no rio Tocantins foi em março de 1980, período na qual o nível do rio em Tucuruí aumentou cerca de 20 metros. Em 8 de março daquele ano, Marabá ficou praticamente submersa. Em 1980, com a enchente, a cidade ficou toda submersa.
O potencial energético instalado no rio Tocantins é superior a 10 500 megawatts, através de suas três usinas hidrelétricas:
- Usina Hidrelétrica de Cana Brava no município de Minaçu, Goiás, com potência instalada de 456 MW.
- Usina Hidrelétrica de Serra da Mesa no alto Tocantins em Goiás, com potência instalada de 1 275 MW;
- Usina Hidrelétrica de São Salvador, localizada entre os municípios de São Salvador do Tocantins (TO) e Paranã (TO), com potência instalada de 243,2 MW;
- Usina Hidrelétrica Luiz Eduardo Magalhães, localizada entre os municípios de Miracema do Tocantins (TO) e Lajeado (TO), com potência instalada de 902 MW;
- Usina Hidrelétrica de Estreito, localizada na divisa entre o Tocantins e o Maranhão, com potência instalada de 1 087 MW.
- Usina Hidrelétrica de Tucuruí localizada no sul do Pará, é a segunda maior do Brasil, com doze turbinas e potência instalada de 8 370 MW.

## Educação
O município de Miracema do Tocantins possui um campus da Universidade Federal do Tocantins (UFT) .
A rede municipal de ensino conta com creches escolares, além de escolas de ensino fundamental, como a Vilmar Vasconcelos, a Francisco M. Noleto, a Brigadeiro Lisias Rodrigues, entre outras. Já a rede estadual tem escolas de ensino médio e fundamental.

## Economia
A economia é baseada principalmente no comércio varejista, agropecuária (gado leiteiro e de corte), produção de mel (da associação local, a APROMI), indústria de confecções, cerâmica, gráfica e de serigrafia e turismo. Este último é forte principalmente nas temporadas de praia no Rio Tocantins, no carnaval e em julho, no carnaval fora de época (Miracaxi) promovido pela prefeitura e com o apoio popular. É o mais famoso carnaval fora de época (no estilo baiano) do Tocantins.

## Padroeira
A padroeira da cidade é Santa Teresinha do Menino Jesus, cuja festa se dá em 1 de outubro, que é feriado municipal.